# Йероним Блажени
 Тази статия е за християнския светец.  За древногръцкия историк вижте Йероним от Кардия.  За картината вижте Свети Йероним (Албрехт Дюрер).
Евсевий Йероним Софроний (на латински: Sophronius Eusebius Hieronymus; * 347 г. в Стридон, Далмация – † 30 септември 420 г., Витлеем), наричан и Йероним Стридонски, по името на родното си място, е един от Отците на църквата и доктор на Католическата църква.
Известен е със своя превод на Библията от гръцки и еврейски на латински език, направен  по поръка на папа Дамас I, между 383 г. и 406 г. - т.нар. Вулгата (Vulgata). С него той ревизира стария латински превод на Библията, наречен Vetus Latina. Превежда Библията на латински през 385 г. във Витлеем и целия Стар завет - през 393 г.  Освен това той е автор и на много коментари и кореспонденция. В иконографията е изобразяван често като старец с бяла брада, наведен над книгите, а датата на смъртта му (30 септември) е обявена за Международен ден на преводача.

## Биография
Роден е в Далмация, във връзка с което често казва: Parce mihi, Domine, quia Dalmata sum (Прости ми, Господи, защото съм далматин).
Неговите заможни родители го изпращат в Рим при прочутия Елий Донат, при когото учи граматика, реторика и философия. Между съучениците му е и свети Памахий, с когото става приятел за цял живот. По това време той се кръщава. След кратък престой в Трир и Аквилея през 373 г. отива по сухоземен път в Източната империя, в Сирия, където живее като отшелник. Според популярна легенда, по това време той укротява един лъв, който го придружава вярно след това. Тази и сходни истории (например за приключенията на Свети Герасим и за Рицаря на Лъва) вероятно произхождат от разказа на Апион за избавлението на човек на име Андрокъл (може би един от първите християнски мъченици) - роб осъден на разкъсване от зверовете на цирковата арена в Рим, но пощаден и дори защитаван от едно от животните - лъв, с който преди това се е сприятелил, след като го е излекувал и спасил от осакатяване. Във връка с различни предполагаеми случки, свързани с този звяр, Свети Йероним често е изобразяван в неговата компания или на фон, включващ лъва му.
В Антиохия на Оронт учи гръцки и еврейски. През 379 г. става свещеник в Антиохия. След това в Константинопол следва при Григорий Богослов.
Полемизира разгорещено по църковни въпроси. От 382 до 384 г. е секретар на папа Дамас I и е съветник на знатни римски жени, между които са св. Марцела и Леа, Фабиола, Павла и дъщеря ѝ девицата Евстохия (Eustochium). След смъртта на покровителя си Дамас, той пътува, придружен от Павла и Евстохиум, до Витлеем, където основава четири манастира – три девически и един мъжки, чието управление поема и където остава до смъртта си. Погребан е в пещера, намираща се в близост до т.нар. Рождественска пещера.